# Nicolas de Marle
Nicolas de Marle (mitjan segle XVI) fou un compositor francès del que se suposa que Marle no era el seu cognom, sinó el nom del lloc on va néixer. Pocs destalls es coneixen de la vida d'aquest compositor; se sap que fou mestre dels infants de cor de l'església de Noyon. Entre les seves composicions hi figuren: Missa ad imitationem moduli Panis quem ego dabo (París, 1559), Missa quatuor vocum (París, 1568), i diversos cants francesos que es publicaren en algunes col·leccions.